# Halisotoma pritchardi
Halisotoma pritchardi är en urinsektsart som först beskrevs av Womersley 1936.  Halisotoma pritchardi ingår i släktet Halisotoma och familjen Isotomidae. Inga underarter finns listade i Catalogue of Life.